# Kingman (rạn san hô)

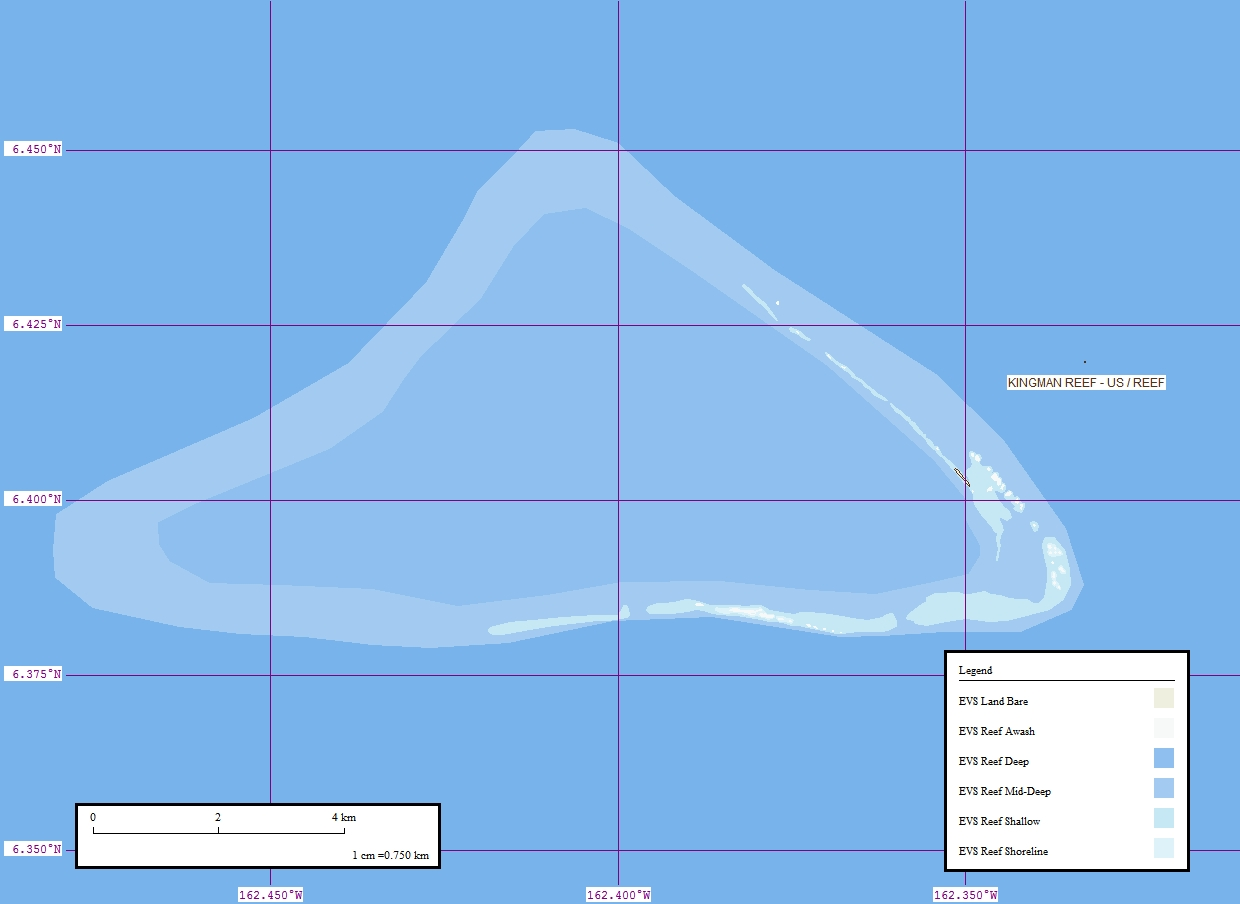
Rạn san hô Kingman

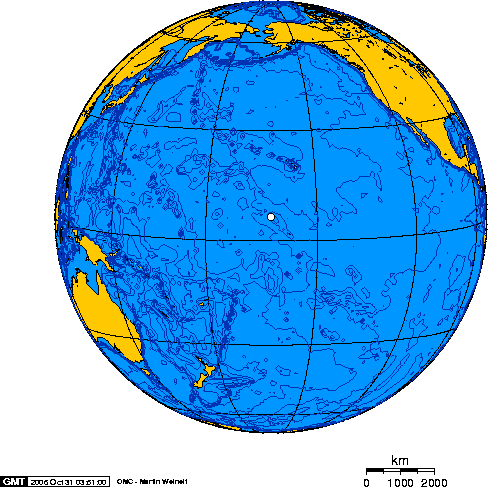
Điểm chiếu trực giao Rạn san hô Kingman trên địa đồ

Rạn san hô Kingman là một rạn san hô vòng đa phần chìm dưới nước và không có người ở. Nó nằm trong Bắc Thái Bình Dương khoảng nửa đường từ Quần đảo Hawaii và Samoa thuộc Mỹ tại toạ độ 6°24′B 162°24′T / 6,4°B 162,4°T. Đây là rạn san hô cận bắc nhất của Quần đảo Line (Quần đảo Xích đạo) và nằm 65 km hướng bắc tây bắc Đảo san hô Palmyra, đảo gần nhất kế tiếp. Là một lãnh thổ chưa hợp nhất của Hoa Kỳ, rạn san hô được quản trị từ Washington, D.C. qua Hải quân Hoa Kỳ. Rạn vòng này không mở cửa cho công chúng. Tổng diện tích trong vành đai san hô (mà phần phía tây có độ sâu rất lớn) là 60 km². Chỉ có một dải đất khô nhỏ ở vành đai phía đông có diện tích ít hơn 0,01 km².
Rạn san hô Kingman được thuyền trưởng tàu Betsey là Edmund Fanning tìm thấy năm 1789 nhưng được đặt tên theo thuyền trưởng W. E. Kingman người tìm thấy nó lại vào năm 1853. Nó chính thức bị Hoa Kỳ thôn tính vào 10 tháng 5 năm 1922 khi Lorrin A. Thurston đọc tuyên cáo trên đảo, "xin tuyên cáo cho tất cả mọi người biết: vào ngày 10 tháng 5 năm 1922, người đại diện ký tên dưới đây, thuộc Công ty trách nhiệm hữu hạn Copra Đảo Palmyra đã đổ bộ từ thuyền máy Palmyra lên đảo vào ngày 10 tháng 5 năm 1922, chính thức chiếm quyền sử dụng rạn san hô có tên gọi là Rạn san hô Kingman nằm ở vị trí kinh tuyến 162 độ 18 phút tây và 6 độ 23 phút bắc thay mặt cho Hoa Kỳ và tuyên bố tương tự cho công ty vừa nói."
Rạn san hô Kingman nằm cách Honolulu 920 hải lý về phía nam. Có nhiều lúc chu vi đường bờ biển của rạn kéo dài đến 3 km. Nhưng vì điểm cao nhất của rạn chỉ khoảng một mét so với mặt biển nên hầu như lúc nào cũng ướt và bị sóng biển đập vào khiến rạn Kingman trở thành nơi nguy hiểm cho lưu thông thuyền bè. Rạn không có nguồn lợi thiên nhiên, không có cư dân và cũng không có hoạt động kinh tế nào cả.
Rạn san hô bao bọc một phần vụng biển sâu đến 74 mét là nơi được sử dụng vào năm 1937 và 1938 như trạm dừng giữa đường của tàu bay (flying boat) thuộc hãng hàng không Pan American Airways từ Hawaii đi Samoa thuộc Mỹ. Năm 1937, Pan Am có kế hoạch neo tàu tên là North Wind (Bắc Phong) làm một trạm xăng dầu nổi tại Kingman và dùng rạn vòng này như trạm ghé qua cho các tàu bay trên đường đi New Zealand nhưng Pan Am bỏ ý định tìm hiểu về chi phí cần có để thực hiện kế hoạch này. Có thêm các mối quan tâm khác nữa là những cơ sở tiện nghi qua đêm không biết có đáp ứng được nhu cầu hay không trong trường hợp có sự cố về cơ khí. Kết quả là Pan Am chuyển sang Đảo Canton vào 18 tháng 5 năm 1939 và bắt đầu phục vụ đến New Zealand vào 12 tháng 7 năm 1940.
Vì mục đích thống kê, rạn Kingman được xếp vào nhóm các tiểu đảo xa của Hoa Kỳ.

## Hình ảnh

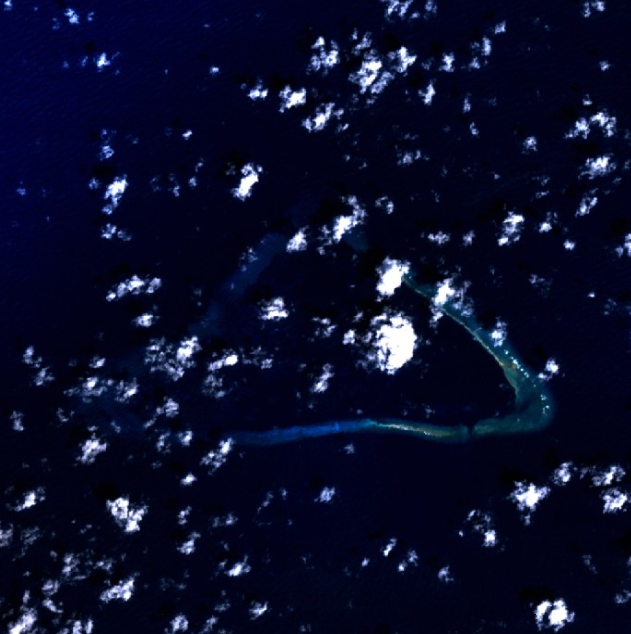
Rạn san hô Kingman qua vệ tinh—NASA NLT Landsat 7
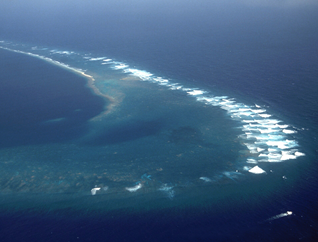
đông nam phần Rạn san hô Kingman, nhìn về phía bắc
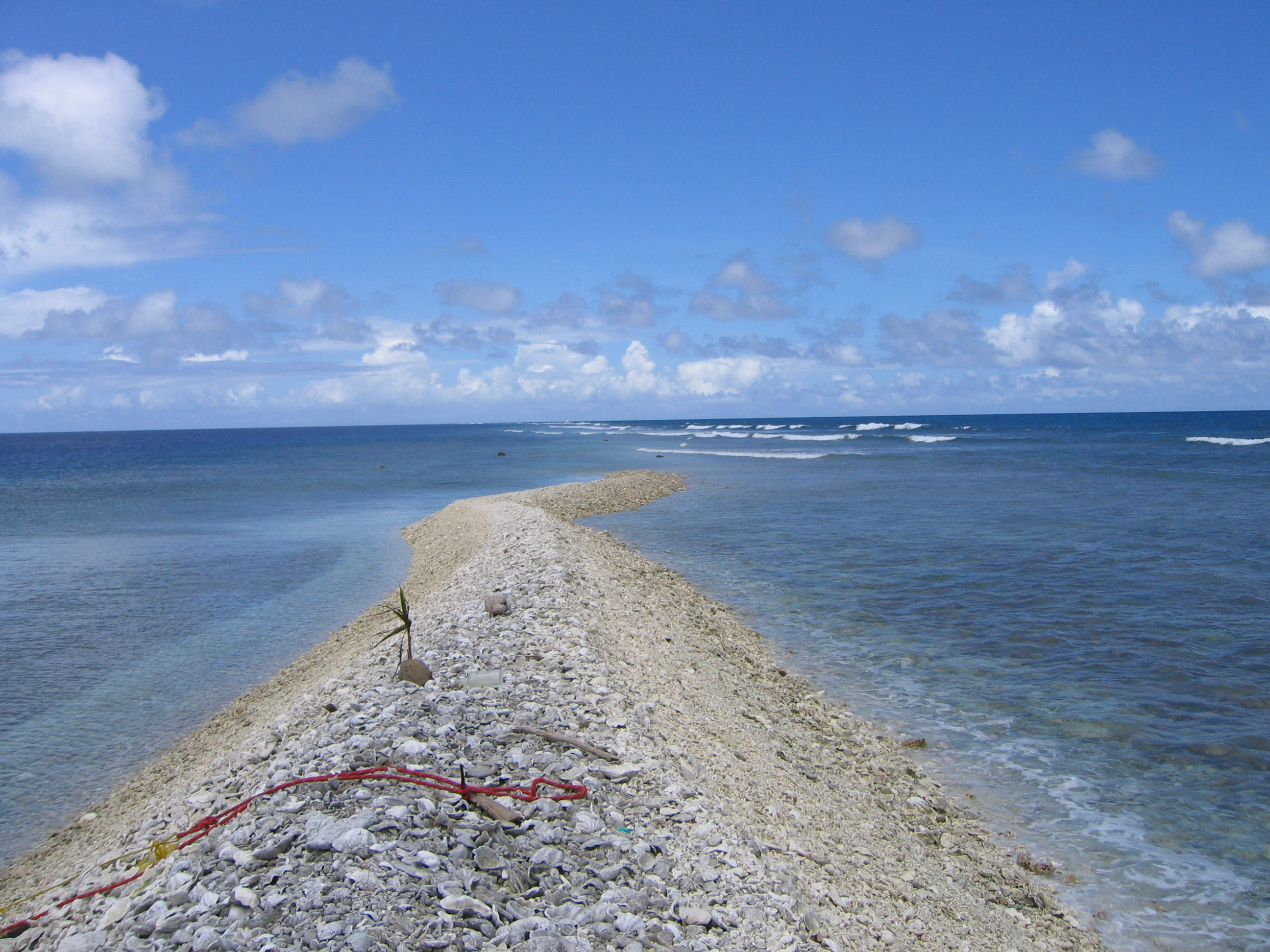
Rạn san hô Kingman tháng 10 năm 2003